# Stato liberale

Schema della separazione dei poteri nell'ordinamento degli Stati Uniti

Per Stato liberale s'intende una forma di Stato che si pone come obiettivo la tutela delle libertà o diritti inviolabili dei cittadini, assicurata dalla legge.
Essi sono generalmente dotati di una Carta Costituzionale, la quale garantisce e riconosce i diritti fondamentali e sottopone la sovranità dello Stato a una ripartizione dei poteri. Talvolta può essere definito anche come governo limitato a seconda degli aspetti della sua organizzazione che si desidera mettere in luce; è inoltre uno Stato di diritto, contrapposto allo Stato autoritario.

## Storia
Le origini dello Stato liberale stanno nei vari interventi per limitare il potere dei monarchi, di cui la Magna Charta inglese rappresenta il primo atto. Con la rivoluzione inglese e soprattutto con la Gloriosa Rivoluzione, si stabilisce la monarchia costituzionale e la divisione dei poteri; l'illuminismo contribuisce a quest'idea, come la rivoluzione francese e la rivoluzione americana, con cui nasce il primo Stato liberale moderno, come descritto dalla Costituzione degli Stati Uniti e dal Bill of Rights; è però nel XIX secolo che lo Stato liberale stabilisce le proprie caratteristiche.
Lo Stato liberale, nato con l'ascesa della borghesia, si trasforma in molti paesi in Stato democratico attraverso un processo graduale, attraverso interventi legislativi e revisioni costituzionali con l'allargamento del suffragio e il passaggio del potere esecutivo nelle mani di un Primo ministro legato con un rapporto di fiducia al Parlamento (non a caso, la democrazia vede la preminenza del Parlamento, rappresentante dei vari orientamenti ideologici del popolo, e dunque si incarna nella forma di governo parlamentare). Nello Stato democratico la divisione dei poteri è attenuata per quanto riguarda il potere esecutivo e il potere legislativo: questo perché sia il Primo ministro sia il Parlamento traggono la loro legittimazione dall'investitura popolare.
In alcuni casi, la naturale evoluzione è realizzata anche tramite convenzioni e consuetudini costituzionali (Inghilterra); in altri paesi (Francia) la resistenza delle classi dominanti, sostenitrici dell'ideologia liberale e restie rispetto a un'apertura in senso democratico, porta a scontri violenti (moti del 1848) e alla repressione (come nel caso della Comune di Parigi). In Italia lo Stato liberale nasce, a partire dal Regno di Sardegna (Piemonte sabaudo), con la concessione dello Statuto Albertino da parte del re Carlo Alberto di Savoia (4 marzo 1848), una costituzione sul modello della Costituzione francese del 1791 e anche del Bill of Rights britannico (1689), rimasto in vigore, pur con sostanziali modifiche, fino alla promulgazione della Costituzione della Repubblica Italiana un secolo dopo.
Gli Stati Uniti d'America costituiscono un caso a parte, in cui gli ostacoli alla nascita della democrazia sono di ordine ben diverso da quelli dei paesi europei: più che una lotta tra classi sociali, gli USA dovranno riuscire a includere nel sistema politico gruppi discriminati come gli afroamericani e i nativi americani. Altri paesi, infine, passeranno dal liberalismo alla democrazia solo dopo aver attraversato una fase autoritaria: è il caso di Germania, Italia e Spagna.
Dal punto di vista della forma di governo, lo Stato liberale storicamente è finito per coincidere con la monarchia costituzionale o con la repubblica parlamentare, tranne negli Stati Uniti (repubblica presidenziale).

### Caratteri dello Stato liberale
Il carattere principale è il non interventismo da parte dello Stato in ambito sociale ed economico, in modo tale che domanda e offerta non siano influenzate dallo Stato, anche se spesso questi interventi ci sono, soprattutto in ambito di macroeconomia e in periodi di crisi. Inoltre lo Stato interviene comunque nei casi di difesa e ordine pubblico.Lo Stato liberale nella concezione romantico-ottocentesca si differenzia nella legittimazione del potere tanto dalla democrazia tanto dall'assolutismo monarchico: la sovranità non proviene dall'investitura divina come era sostenuto dai fautori della monarchia assoluta, né dal popolo (come nella democrazia), ma dalla nazione.

### Diritti civili
Lo Stato liberale garantisce alcuni diritti civili e libertà e diritti fondamentali (in diversi gradi rispetto alla situazione politica dello Stato in questione), quali il diritto al giusto processo, la libertà di parola, la libertà di stampa, l'habeas corpus, la libertà religiosa e di associazione, talvolta il diritto di sciopero e il divieto di tortura e di punizioni crudeli o inusuali.

### Divisione dei poteri
I tre poteri, legislativo, esecutivo e giudiziario sono divisi, anche se spesso il secondo e il terzo sono esercitati "in nome del Re".

### Un esempio di ordinamento liberale monarchico: lo Statuto Albertino
La separazione dei poteri è piuttosto netta e, come detto sopra, è uno dei caratteri fondamentali dello Stato. Analizziamo ciò che avviene nella monarchia costituzionale, che è la forma di governo più tipica di questa forma di Stato, rappresentata ad esempio, dallo Statuto Albertino italiano (1848):
- Il monarca detiene di solito il potere esecutivo e nomina i ministri: questi, che sono responsabili solo nei suoi confronti (e non nei confronti della Nazione), possono talvolta formare un Gabinetto o Consiglio dei ministri; spesso è presente anche un Primo ministro.
- Il potere legislativo spetta al Parlamento. Quest'organo è per lo più bicamerale, ma solo una delle due Camere è elettiva e il suffragio è ristretto (solo in seguito è allargato, fino a diventare praticamente universale): possono votare solo coloro che hanno un certo livello di reddito (suffragio censitario, in cui solo chi contribuisce con un certo livello di tasse alle spese pubbliche) e che sanno leggere e scrivere. L'altra camera è di nomina regia.

Storicamente, la costituzione si configura come un documento ottriato (cioè concesso, dal francese octroyé) dal Re, il quale poneva fine ai moti liberali e, cosa ancora più importante, delimitava il proprio potere (questa era la funzione peculiare della Costituzione, ovviamente nei modi e limiti a lui più congeniali, quindi senza mai sfociare in una reale democrazia). La carta costituzionale dello Stato liberale presenta allora due caratteri distintivi: 
- è breve: nel senso che si limita a prescrivere l'assetto istituzionale degli organi statali, mentre la parte relativa ai diritti fondamentali dei cittadini è limitata a una mera proclamazione di principio, senza disposizioni relative alla concreta attuazione degli stessi;
- è flessibile: cioè non sono previsti procedimenti aggravati per la revisione della Costituzione, che può essere modificata con il procedimento legislativo ordinario. In concreto, modificare la Costituzione diventava semplice come emanare delle leggi ordinarie.

Un esempio di questo genere di costituzione è lo Statuto Albertino italiano.
Le funzioni dello Stato liberale sono limitate a compiti di difesa e ordine pubblico: l'intervento in economia è solitamente volto e limitato a garantire che i soggetti economici si muovano e operino secondo la legge di mercato, secondo la dottrina economica del laissez faire (liberismo).
Un'importante precisazione va fatta per quanto riguarda l'impianto etico dello Stato liberale: esso infatti per definizione è antitetico a una vocazione paternalistica che regoli la vita dei cittadini in base a un'etica, sia pure dominante nel paese. Lo Stato liberale è quindi intrinsecamente laico, in virtù della separazione delle sfere di influenza tra potere pubblico e forme di religione organizzata (es.: "Libera Chiesa in Libero Stato" fu un celebre motto attribuito a Cavour, non a caso annoverato tra i principali ispiratori del liberalismo).
Nello Stato liberale gli individui sono liberi di portare avanti una condotta di vita ispirata ai principi dell'autonomia, etica e spirituale. Ogni tentativo di imporre allo Stato un impianto legislativo riconducibile a principi filosofici o religiosi, diversi da quelli dell'autonomia del singolo rispettoso dell'autonomia altrui, è da considerarsi illiberale. In questo senso lo Stato liberale è uno Stato non-etico.

## Evoluzione dello Stato liberale
L'evoluzione contemporanea dello Stato liberale è la democrazia liberale, presente in moltissimi ordinamenti. Spesso convive però con la presenza di uno Stato sociale. Spesso lo Stato liberale è considerato solo una fase della democrazia liberale, ad esempio nelle lingue anglosassoni si usa l'espressione liberal democracy per entrambi, e liberal State solo per indicare la fase storica in cui nascono le democrazie liberali.